# Stanisław Oślizło
Stanisław Oślizło (ur. 13 listopada 1937 w Jedłowniku) – polski piłkarz, występujący na pozycji obrońcy. Wychowanek Kolejarza Wodzisław, kapitan reprezentacji Polski i Górnika Zabrze, strzelec jedynej bramki w historii polskiej piłki w finale Pucharu Zdobywców Pucharów w meczu z Manchesterem City.

## Życiorys
Pochodzi z dzielnicy Wodzisławia Śląskiego Jedłownika, jest absolwentem Liceum Ogólnokształcącego w Wodzisławiu Śląskim, wychowankiem, i byłym zawodnikiem Odry Wodzisław Śląski (ówcześnie Kolejarza Wodzisław Śl.). Następnie grał dla Kolejarza Katowice (1954-1955), i Górnika Radlin (1956-1959) z którym dwukrotnie awansował i spadał z Ekstraklasy. Następnie został zawodnikiem Górnika Zabrze (1960-1972). Oślizło to 57-krotny reprezentant Polski (1961-1971) – zdobywca 1 bramki, kapitan reprezentacji, 8-krotny mistrz Polski (1961-1972), 6-krotny zdobywca Pucharu Polski (1965, 1968, 1969, 1970, 1971, 1972), finalista Pucharu Zdobywców Pucharów (1970).
Zasłużony Mistrz Sportu. Czterokrotny laureat Złotych Butów w plebiscycie Sportu (1961, 1962/63, 1966/67 i 1967/68).
Jako trener prowadził m.in. GKS Katowice (runda wiosenna sezonu 1978/1979 i jesienna sezonu 1979/1980 – został zwolniony przed końcem rundy), Odrę Wodzisław Śląski, Piasta Gliwice, Carbo Gliwice i Górnika Zabrze. Sześciokrotnie podnosił Puchar (krajowy) Polski jako jedyny zawodnik w Europie i zdobył go z Górnikiem Zabrze na własność (jedyna drużyna w Polsce, która tego dokonała). Był twarzą jubileuszu 60-lecia Górnika Zabrze. Pełnił funkcję rzecznika zabrzańskiego klubu.
Postanowieniem prezydenta RP Aleksandra Kwaśniewskiego z 7 listopada 2001 został odznaczony Krzyżem Oficerskim Orderu Odrodzenia Polski Orderu Odrodzenia Polski za wybitne zasługi dla rozwoju sportu piłkarskiego, za działalność społeczną.
Od 2014 członek Klubu Wybitnego Reprezentanta.